# Givenchy
Cet article concerne l'entreprise de confection ; pour les parfums, voir Parfums Givenchy ; pour son fondateur, voir Hubert de Givenchy.
Pour les articles homonymes, voir Givenchy (homonymie).
Givenchy, à l'origine une maison de haute couture créée par le grand couturier français Hubert de Givenchy en 1952. Elle devient par la suite une marque de luxe : couture, prêt-à-porter, maroquinerie, bijoux, etc.
Propriété du groupe LVMH depuis 1988, la marque est composée de deux entités, une pour la mode et une pour la cosmétique.

## Histoire

### Maison de couture d'Hubert de Givenchy

Animation de la chaussure Givenchy.

En 1952, Hubert de Givenchy quitte Schiaparelli et fonde sa maison de couture avec le financement de Louis Fontaine, son beau-frère, propriétaire de Prisunic. Il lance les « séparables », jupes légères et blouses bouffantes en coton brut.
Givenchy accède à la notoriété grâce à une collection que Vogue qualifiera de « magnifique première collection » et dont la pièce maîtresse est la « Blouse Bettina », un chemisier blanc nommé en l’honneur de Bettina et immortalisé par un dessin de René Gruau. Les mannequins Suzy Parker, sa sœur Dorian Leigh, Ivy Nicholson, Sophie Litvak font partie de ce premier défilé. 
En 1954, Hubert de Givenchy présente la première robe-chemise (qui évoluera en robe-sac en 1957). Il est l'un des premiers couturiers, en même temps que Jacques Fath ou Jean Dessès l'année suivante, à proposer une ligne de prêt-à-porter de luxe, « Givenchy Université », fabriquée à Paris sur des machines importées des États-Unis. Avant de pouvoir signer cette nouvelle ligne, Hubert de Givenchy rachète l’intégralité du capital de sa maison de couture à Louis Fontaine.
En 1956, Balenciaga et Givenchy présentent chacun leur collection à New York dans le cadre d’une soirée caritative au profit de l’hôpital américain de Paris. L'année suivante, la maison Givenchy présente pour la première fois la « robe-sac ». En 1958, Hubert de Givenchy lance la ligne « Baby Doll » ainsi que les « manteaux Ballon ». 
En 1959, l’atelier de la maison Givenchy s’installe au 3 avenue George-V à Paris, en face de celui de Balenciaga. La même année, Givenchy et Balenciaga annoncent que leurs collections respectives seront révélées à la presse un mois après leur présentation aux acheteurs, afin de limiter son dictat et éviter les copies.
En 1969, Hubert de Givenchy lance sa ligne de mode masculine « Gentleman Givenchy ». La boutique sera inaugurée en novembre sur l’avenue George-V. Hubert de Givenchy introduit par la suite la robe-short.
Sur les conseils de Cristóbal Balenciaga, Hubert de Givenchy développe les licences principalement dans les années 1970 pour assurer la pérennité du cœur de la maison. En 1971, il crée une collection aux manteaux brodés hommage aux peintres Georges Braque et Joan Miró.
Durant cette période, la maison Givenchy diversifie ses activités : lancement de souliers, bijoux, cravates, linge de table, tissus d’ameublement, kimonos. Passionné de décoration, Hubert de Givenchy est mandaté pour le design intérieur de plusieurs hôtels Hilton à travers le monde, ainsi que d’une voiture (la Ford Mark).
En 1976, Givenchy Inc. (bureaux et showrooms) à New York, sur la Cinquième Avenue voit le jour.

### LVMH
En 1982, une rétrospective présidée par Audrey Hepburn est organisée au Fashion Institute of Technology de New York pour célébrer les 30 ans de la maison de couture.
En 1988, la marque Givenchy est achetée par LVMH Moët Hennessy Louis Vuitton. Quelques années après, une grande rétrospective célèbre en 1991 au Palais Galliera les quarante ans de la maison. Hubert de Givenchy se retire en 1995. Il est remplacé par les jeunes créateurs britanniques John Galliano, Alexander McQueen puis Julien Macdonald. De décembre 2003 à fin 2006, le tailleur britannique Ozwald Boateng est nommé directeur de la création de Givenchy Homme.
En mars 2005, nommé par Givenchy, le créateur italien Riccardo Tisci, devient directeur artistique de Givenchy Femme à 31 ans. Il est responsable des collections de haute couture, prêt-à-porter et accessoires Femme.
Depuis 2005, la marque a notamment le mannequin Mariacarla Boscono pour ambassadrice.
Après le départ de Riccardo Tisci le 31 janvier 2017, Clare Waight Keller lui succède comme directrice artistique le 2 mai suivant. Son premier défilé (homme et femme) pour la marque a eu lieu le 1er octobre de la même année. Elle quitte la marque au bout de trois ans.
Givenchy annonce la nomination de son nouveau directeur artistique, Matthew M. Williams, qui prend ses fonctions le 16 juin 2020.

## Égéries et célébrités

La petite robe noir et le chapeau de Givenchy portés par Audrey Hepburn dans le film Diamants sur canapé de 1961.

Audrey Hepburn et Hubert de Givenchy se sont rencontrés en 1953 par l’intermédiaire de Gladys de Segonzac afin qu’il lui réalise ses costumes dans Sabrina de Billy Wilder. Le couturier habillera ensuite la comédienne à la ville comme à l’écran, dans Sabrina (1954), Ariane, Drôle de frimousse, Diamants sur canapé, Charade, Deux Têtes folles, Comment voler un million de dollars ou encore Liés par le sang (1979),.  De cliente, elle devient ensuite l’égérie de la maison pendant près de quarante ans à la ville comme à l’écran, dans de grands classiques cinématographiques. En 1961, Audrey Hepburn rend célèbre la « petite robe noire » qu’elle porte dans Diamants sur canapé (en fait une longue robe de soirée).
Givenchy habille des célébrités telles que Lauren Bacall, Babe Paley, Greta Garbo, Elizabeth Taylor, Marlène Dietrich, Jacqueline Kennedy-Onassis, la princesse Grace de Monaco ou encore Wallis Simpson, pour laquelle le couturier conçoit des housses spéciales, elles seront bleu Wallis. Pendant les dix dernières années, Mariacarla Boscono est la principale mannequin de Givenchy. La maison habille également régulièrement des actrices hollywoodiennes : Cate Blanchett, Emma Stone, Julianne Moore, Julia Roberts, Rooney Mara, Lady Gaga. En 2018, elle habille Meghan Markle lors de son mariage.
Au cinéma :
- En 1958, le réalisateur Elia Kazan photographie David Niven ; Jean Seberg et Deborah Kerr en Givenchy sur le plateau de tournage de Bonjour Tristesse.
- Beat the Devil (Plus fort que le diable), 1954 réalisé par John Huston[20]
- Sabrina, 1954 réalisé par Billy Wilder, avec Audrey Hepburn[21]
- Love in the afternoon (Ariane), 1957 réalisé par Billy Wilder, avec Audrey Hepburn[22]
- La vérité, 1960, réalisé par Henri-Georges Clouzot[23]
- Charade, 1963, réalisé par Stanley Donen, avec Audrey Hepburn[24]
- Paris When It Sizzles (Deux têtes folles), 1964, réalisé par Richard Quine, avec Audrey Hepburn[25]
- Bloodline (Lié par le sang), 1979, réalisé par Terence Young, avec Audrey Hepburn[26]

## Parfumerie
Sur les conseils et avec l’aide de Balenciaga, Hubert de Givenchy choisit de fonder la société en nom propre : Parfums Givenchy. Sous la direction du frère d’Hubert de Givenchy, Jean-Claude de Givenchy, les parfums seront d’abord basés dans un bureau des Parfums Balenciaga avant de s’installer à Levallois-Perret. 

## Présidents-directeurs généraux
- 2014-2020 : Philippe Fortunato
- depuis 2020 : Renaud de Lesquen

## Galerie

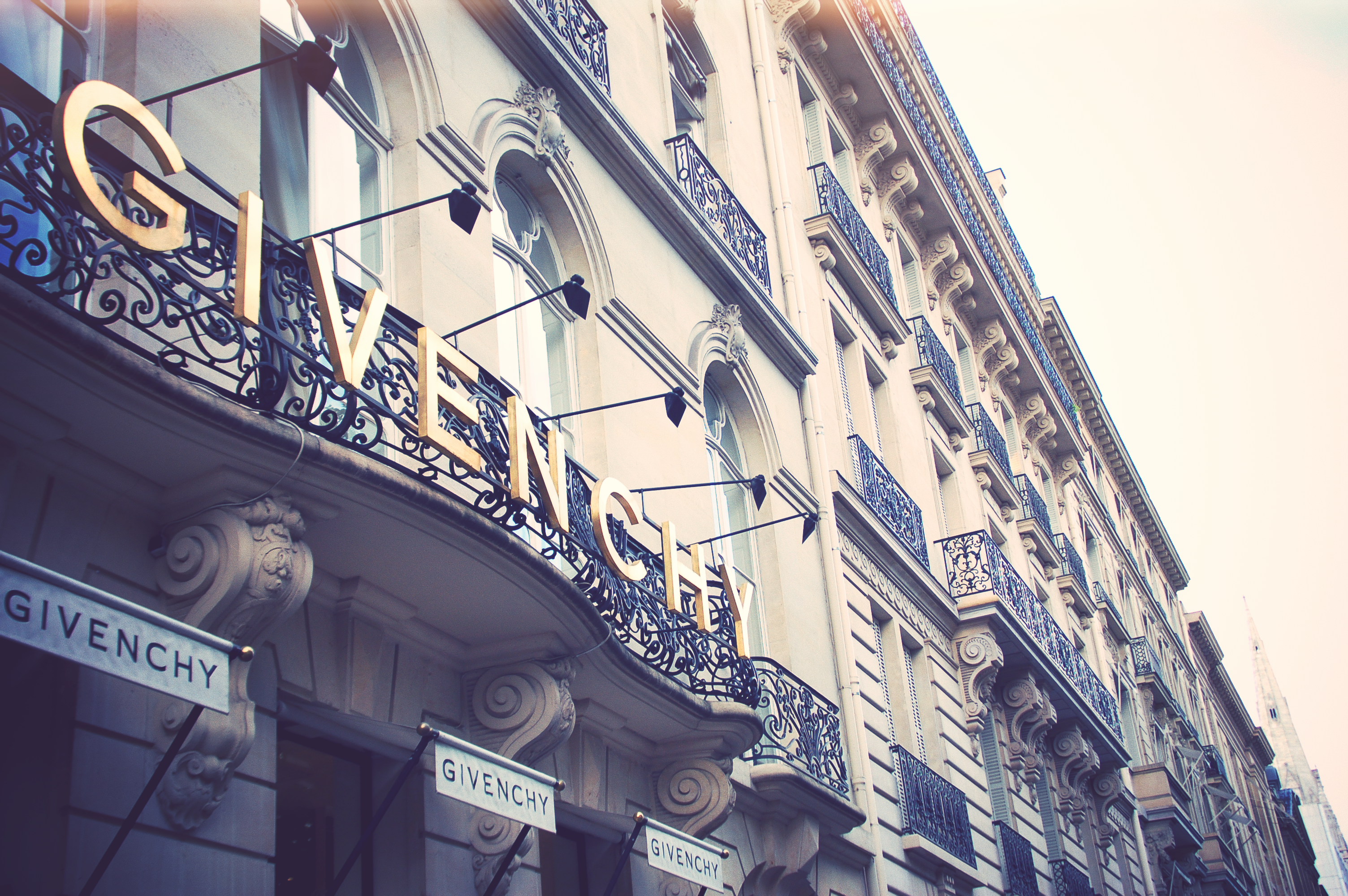
Maison Givenchy à l'avenue George-V, Paris.
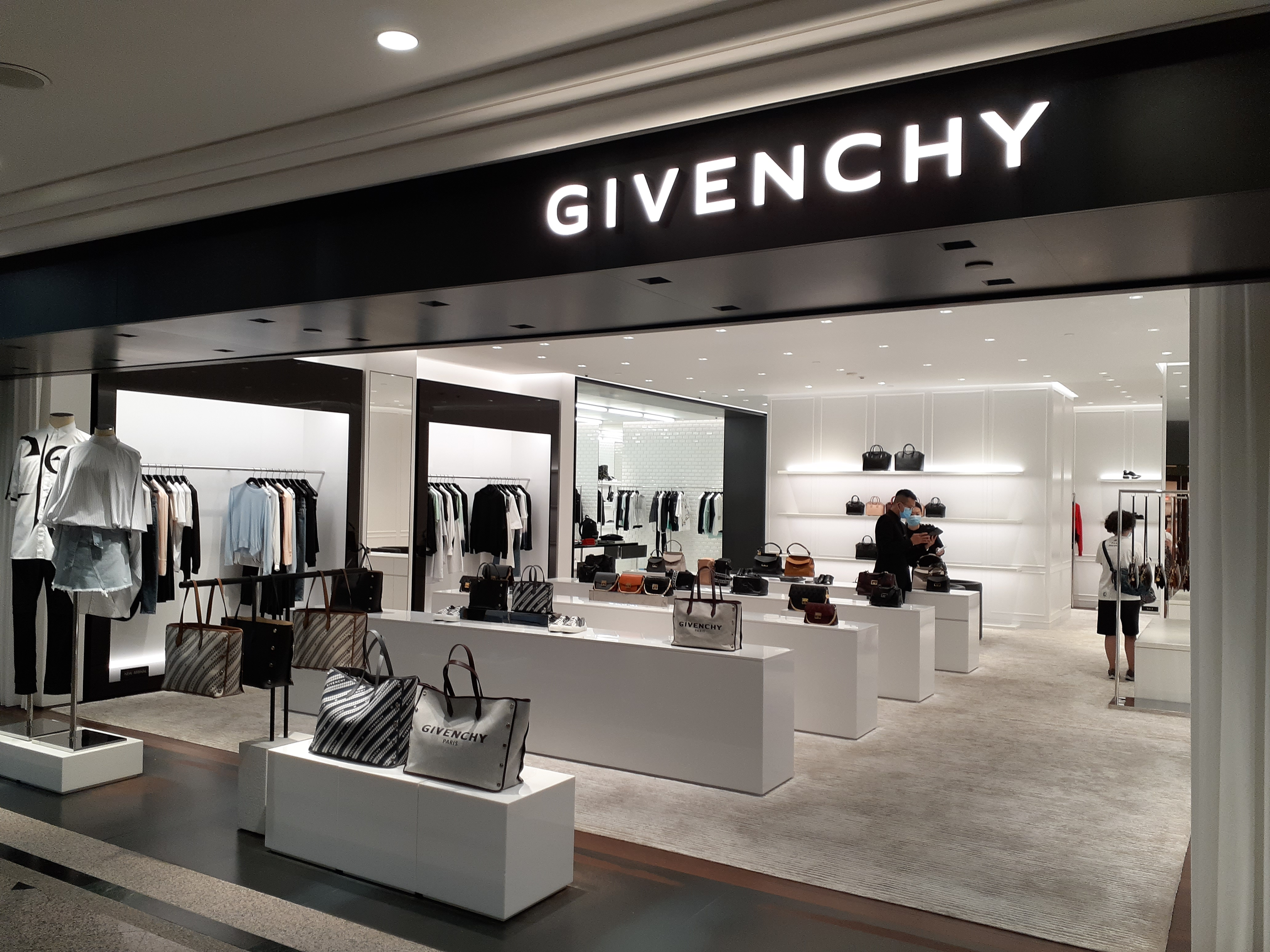
Boutique du centre commercial, Causeway Bay.
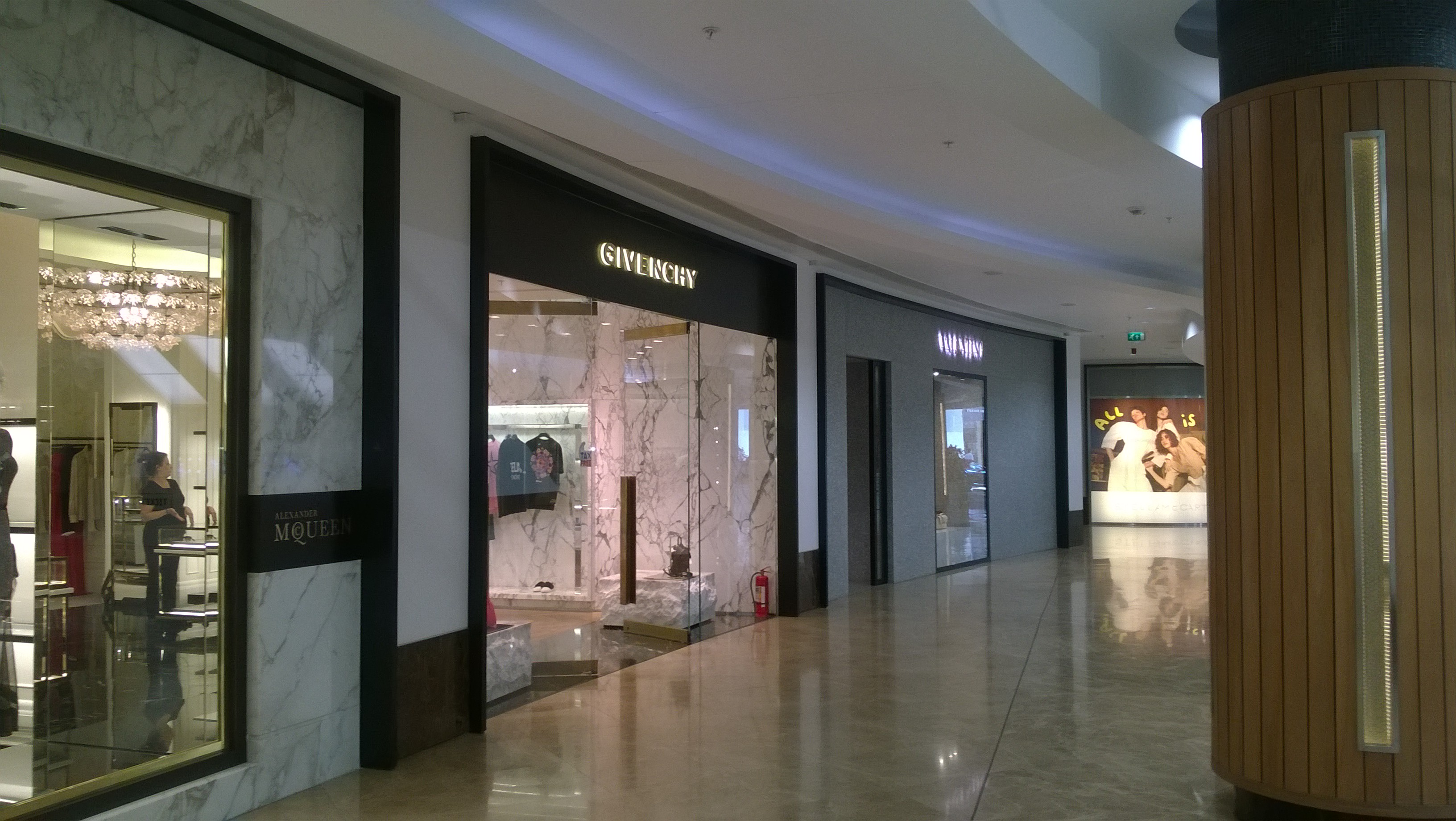
Boutique Givenchy au centre commercial de Bakou.
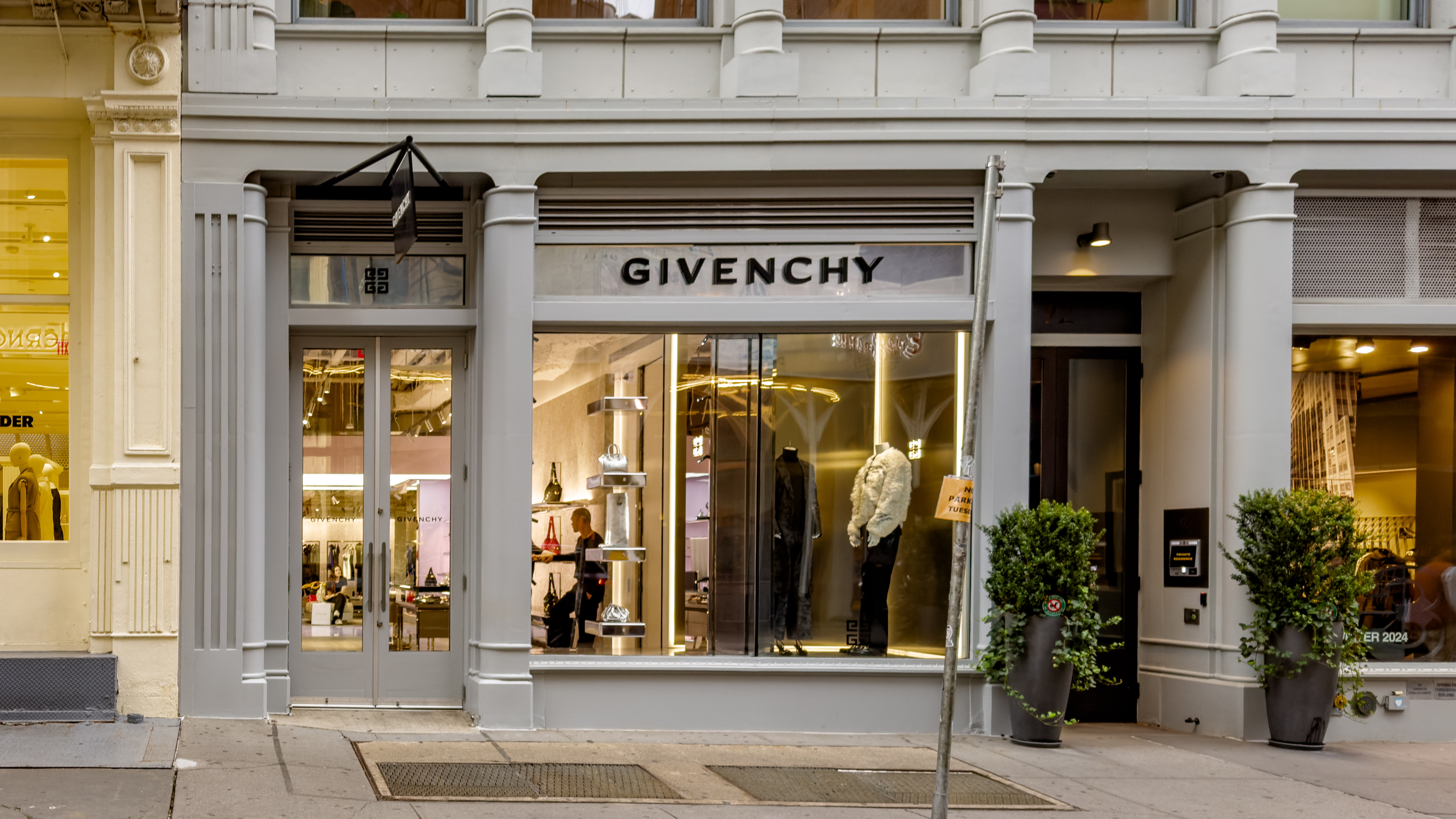
Maison Givenchy à Manhattan, New York.